# Sida wingfieldii
Sida wingfieldii là một loài thực vật có hoa trong họ Cẩm quỳ. Loài này được (Fryxell) Dorr mô tả khoa học đầu tiên năm 2008.